# Box-office Allemagne 2011
Cet article traite du box-office de 2011 en Allemagne.

## Les millionnaires
Par pays d'origine des films (Pays producteur principal)
- États-Unis : 22 films
- Allemagne : 8 films
- Royaume-Uni : 4 films
- Total : 33 films

| Classement | Titre                                               | Pays | Réalisateur           | Entrées Allemagne |
| ---------- | --------------------------------------------------- | ---- | --------------------- | ----------------- |
| 1.         | Harry Potter et les Reliques de la Mort - 2e partie |      | David Yates           | 6 468 501         |
| 2.         | Pirates des Caraïbes : La Fontaine de jouvence      |      | Rob Marshall          | 4 396 891         |
| 3.         | Coq au vin                                          |      | Til Schweiger         | 4 317 017         |
| 4.         | Very Bad Trip 2                                     |      | Todd Phillips         | 4 089 523         |
| 5.         | Twilight - Chapitre IV : Révélation - 1re partie    |      | Bill Condon           | 3 752 256         |
| 6.         | Le Chat Potté                                       |      | Chris Miller          | 3 194 729         |
| 7.         | Les Schtroumpfs                                     |      | Raja Gosnell          | 2 722 233         |
| 8.         | Transformers 3 : La Face cachée de la Lune          |      | Michael Bay           | 2 573 619         |
| 9.         | Fast and Furious 5                                  |      | Justin Lin            | 2 460 572         |
| 10.        | Le Discours d'un roi                                |      | Tom Hooper            | 2 426 794         |
| 11.        | Black Swan                                          |      | Darren Aronofsky      | 2 196 897         |
| 12.        | Jeux de rôles                                       |      | Detlev Buck           | 2 100 738         |
| 13.        | Sherlock Holmes : Jeu d'ombres                      |      | Guy Ritchie           | 2 046 468         |
| 14.        | Zookeeper                                           |      | Frank Coraci          | 1 962 271         |
| 15.        | Kung Fu Panda 2                                     |      | Jennifer Yuh (en)     | 1 879 625         |
| 16.        | Bad Teacher                                         |      | Jake Kasdan           | 1 862 420         |
| 17.        | Cars 2                                              |      | J.Lasseter / B.Lewis  | 1 840 219         |
| 18.        | What a Man                                          |      | Matthias Schweighöfer | 1 796 295         |
| 19.        | Vic le Viking 2 : Le marteau de Thor                |      | Christian Ditter      | 1 789 457         |
| 20.        | Alvin et les Chipmunks 3                            |      | Mike Mitchell         | 1 782 740         |
| 21.        | Rio                                                 |      | Carlos Saldanha       | 1 752 119         |
| 22.        | Johnny English, le retour                           |      | Oliver Parker         | 1 627 343         |
| 23.        | Mission impossible : Protocole Fantôme              |      | Brad Bird             | 1 584 671         |
| 24.        | Almanya - Bienvenue en Allemagne                    |      | Yasemin Samdereli     | 1 497 932         |
| 25.        | Les Aventures de Tintin : Le Secret de La Licorne   |      | Steven Spielberg      | 1 393 841         |
| 26.        | Männerherzen und die ganz, ganz große Liebe         |      | Simon Verhoeven       | 1 358 995         |
| 27.        | Le Mytho                                            |      | Dennis Dugan          | 1 286 721         |
| 28.        | Eine ganz heiße Nummer                              |      | Markus Goller         | 1 273 826         |
| 29.        | Les Trois Mousquetaires                             |      | Paul W. S. Anderson   | 1 221 241         |
| 30.        | La Planète des Singes : Les Origines                |      | Rupert Wyatt          | 1 154 733         |
| 31.        | Thor                                                |      | Kenneth Branagh       | 1 119 430         |
| 32.        | Sexe entre amis                                     |      | Will Gluck            | 1 106 555         |
| 33.        | Time Out                                            |      | Andrew Niccol         | 1 021 423         |